# Asclepias stellifera
Asclepias stellifera är en oleanderväxtart som beskrevs av Rudolf Schlechter. Asclepias stellifera ingår i släktet sidenörter, och familjen oleanderväxter. Inga underarter finns listade i Catalogue of Life.